# Melochia gardneri
Melochia gardneri là một loài thực vật có hoa trong họ Cẩm quỳ. Loài này được Sprague mô tả khoa học đầu tiên năm 1915.